# Rizal (Mindoro Occidentale)
Rizal è una municipalità di quarta classe delle Filippine, situata nella Provincia di Mindoro Occidentale, nella regione Mimaropa.
Rizal è formata da 11 barangay:
- Adela
- Aguas
- Magsikap
- Malawaan
- Manoot
- Pitogo
- Rizal
- Rumbang
- Salvacion
- San Pedro
- Santo Niño